# Присадки
Паливні присадки (також, добавки до пального, покращувач палива) — добавки в пальне, які використовуються з метою покращення процесу згорання палив, збільшення октанового або цетанового числа пального, для більш високого стиснення палива, або виступають як інгібітори корозії або окислення мастильних матеріалів. Типи добавок включають дезактиватори металів, інгібітори корозії, оксигенати і антиоксиданти, миючі агенти. Деякі присадки носять важкі екологічні ризики.
Деякі присадки використовуються для забезпечення технічних параметрів палива, а деякі — як альтернатива моторному паливу. Тобто присадки використовують в двох основних випадках:

— при виготовленні палива, для одержання продукту, що задовільняє вимогам стандартів;

— при використанні стандартного палива, для поліпшення їх експлуатаційних, екологічних і ергономічних характеристик.

### Законодавство
Добавки додають до суміші в процесі виробництва. Виробники, таким чином, намагаються забезпечити параметри палива, яке буде відповідати технічним стандартам, без чого не була б можливою продаж палива відповідно до закону. У Всесвітній хартії палив (1998 року) сформульовано жорсткі вимоги, що висуваються до моторних палив і дизельних зокрема. Забезпечити відповідність їх показників вимогам можна тільки з використанням присадок різного функціонального призначення.
Оскільки деякі присадки носять важкі екологічні наслідки, норми на токсичні викиди нормуються законодавчо. Діючі в Україні, Росії та інших країнах колишнього Радянського Союзу норми токсичних викидів дуже м'які, порівняно із США та країнами Європи.
Введення пакету присадок дозволяє отримати паливо з поліпшеними експлуатаційними й екологічними властивостями.

## Асортимент присадок за призначенням
Асортимент включає понад 40 типів, що різняться за призначенням, і десятки тисяч товарних марок.
- Антидетонаційні — запобігають детонаційному горінню бензинів. Наприклад, тетраетилсвинець, метилтрет-бутиловий ефір, моноетиланілін;

Метил-трет-бутиловий ефір дає октанове число більш ніж 110 одиниць. Кисень, що входить до його складу, забезпечує повноту згорання і тим самим знижує викиди СО і СН. Підвищений вміст метил-трет-бутилового ефіру призводить до підвищення викидів окислів азоту, призводить до падіння потужності, а також такий бензин є агресивний до ущільнювачів паливної системи й прискорює процес корозії.
Монометиланілін відноситься до категорії отрут. При концентрації монометиланіліну в паливі вище 1,3% зростає нагароутворення.
- Цетанопідвищуючі. Для підвищення цетанового числа дизельного пального можуть бути використані розчини трет-бутилгідропероксиду і дитрет-бутилпероксиду.[8][9]

Кисневмісними присадками є органічні пероксиди, естери нітратної кислоти — етилнітрат, ізопропілнітрат і ін.
- Антиоксидантні — підвищують окисну стабільність палива, тим самим запобігають смоло- та осадоутворенню.
- Антидимні — зменшують концентрацію диму в газах дизельних двигунів, але вони мало впливають на викиди інших токсичних речовин.
- Антинагарні — зменшують нагароутворення в камері згорання, на клапанах і розпилювачах форсунок і антисажеві знижують температуру згорання сажі на поверхні фільтрів. Ці присадки майже не використовуються на практиці, але вони мають перспективу, оскільки нагароутворення у бензиновому двигуні призводить до затруднення тепловідводу від стінок камери згорання, що провокує розвиток детонації, і тоді для двигуна потрібно використовувати бензин із більш високим октановим числом. Ці присадки є перспективними у використанні в бензинових двигунах із безпосереднім вприском бензину в циліндри;
- Антистатичні — поліпшують запалення дизельних палив, запобігають нагромадженню зарядів статичної електрики в паливах;
- Біоциди — запобігають псуванню палива мікроорганізмами. До біоцидних присадок ставлять низку вимог, найголовніші з яких забезпечення високої ефективності дії за низьких концентрацій біоциду та відсутність корозійних і токсичних властивостей.

Крім біоцидів є чимало методів боротьби з мікробіологічним забрудненням, а саме:

− зневоднення палива (дуже важливо для біодизеля);

− використання бактеріальних фільтрів;

− ультрафіолетове та електромагнітне опромінення;

− центрифугування (дуже підходить для біодизеля);

− агломерація з подальшою фільтрацією;

− використання іонно-обмінних смол;

− флотація;

− електрогідравлічне осадження;

− обробка ультразвуком (дуже підходить для біодизеля)

Велику увагу розробленню біоцидних присадок приділяють у США.
- Депресори — присадки, здатні регулювати низькотемпературні властивості дизельних палив, і призначені для зниження температури застигання палив. Дизельне зимове паливо є особливою маркою дизельних палив, одержуване введенням депресора в літнє паливо. Ефективність депресорів залежить від природи палива: фракційного складу, змісту різних груп вуглеводнів і ін.;
- Диспергатори парафінів — призначені для зниження граничної температури фільтрованості. Ефект від застосування полягає в утворенні дуже дрібних кристалів парафінів із великою седиментаційною стійкістю;

Депресори і диспергатори майже всі є значними. Як активні компоненти вони містять сополімери олефінів (етилену) і вінілацетату. Застосування композицій депресорів і диспергаторів парафінів в Україні рекомендовано постійно.
- Протизносні — стали необхідні у зв'язку з розробкою і застосуванням малосірчистого дизельного палива. Обмеження щодо вмісту сірки (сірчисті з'єднання) до 0,001 і 0,005% вперше були встановлені у Швеції в 1991 р. В 1993 році обмеження до 0,05% сірки в паливі прийняті в США, в 1994 р. — в Канаді, в 1997 р. — в Японії. З 2000 року в Європі застосовується дизельне паливо із вмістом сірки не більше 0,035%, і передбачається зниження, яке означатиме обмеження вмісту сірки до 0,005%.[13][14];
- Миючі присадки — зменшують утворення відкладень на деталях двигуна, додатково додають противольодові й антикорозійні властивості. Основою роботи є розпушування нагару та лакових відкладень. Найбільш дрібні частинки виносяться з потоком паливно-повітряної суміші в циліндр, де вони згорають;

## Виробництво
Україна і країни СНД істотно відстають від світового рівня з розробки сучасних присадок до палива.

## Список присадок
- Оксигенати

- Спирти:

- Метанол (МеОН)
- Етанол (EtOH)
- Ізопропіловий спирт (IPA)
- N-бутанол (BuOH)
- Бензин марки Т-бутанол (GTBA)

- Ефіри:

- Метил-трет-бутиловий ефір
- Третинний аміл-метиловий ефір
- Трет-гексіловий ефір
- Етил-трет-бутиловий ефір (ЕТБЕ)
- Трет-аміловий простий етиловий ефір (ТАЕЕ)
- Диізопропіловий ефір (DIPE)

- Антиоксиданти, стабілізатори

- Бутильований гідрокситолуол (ЗНТ)
- 2,4-диметил-6-трет-бутилфенол
- 2,6-ди-трет-бутилфенол (2,6-DTBP)
- р-фенілендіамін
- Етилен-діамін

- Антидетонатори

- Тетраетилсвинець
- Трикарбонилметилциклопентадиенилмарганець (ММТ)
- Фероцен
- Пентакарбоніл заліза
- Толуол
- Ізооктан
- Триптан

- Для видалення неактивних домішок і небажаних продуктів реакції (для етилованого бензину)

- Трикрезилфосфат (TCP) (також добавка AW і присадки)
- 1,2-диброметан
- 1,2-дихлоретан

- Барвники палива, найбільш поширені:

- Solvent Red 24
- Solvent Red 26
- Solvent Yellow 124
- Розчинник 35 Синій

- Паливні присадки в цілому

- Ефір та інші горючі вуглеводні широко використовуються як пускова рідина для багатьох важких для запуску двигунів, особливо дизельних двигунів
- Закис азоту, є окислювачем, використовуваним в автоперегонах
- Нітрометан, або «нітро», являє собою високопродуктивне гоночне паливо
- Ацетон є випаровувальна добавка, яка в основному використовується з метанольним паливом, щоб поліпшити випаровування при запуску
- Бутилкаучук (як поліізобутілен сукцінімід, миюча присадка, щоб запобігти засмічуванню дизельних паливних інжекторів)
- Пікрати покращують згорання, збільшується витрата палива
- Силіконовий піногасник для дизельного палива, але може привести до пошкодження датчиків кисню в бензинових двигунах
- Тетранітрометан може збільшити цетанове число дизельного палива, поліпшення його властивостей згоряння